# Guevaot
Guevaot (en hebreu: גבעות) és un assentament israelià situat a Cisjordània. L'assentament es troba a uns 16 quilòmetres al sud-oest de Jerusalem, en el bloc d'assentaments de Gush Etzion, i és la llar de 14 famílies (en 2014). Oficialment, Guevaot és un districte de l'assentament d'Alon Shvut, que es troba a pocs quilòmetres al sud-est. Guevaot és un assentament independent. Guevaot va ser fundada el 1984 com un lloc d'avançada de la brigada militar Nahal. Segons l'ONG palestina Institut de Recerca Aplicada de Jerusalem (ARIJ), els colons israelians van confiscar 135 dunams de terra que pertanyien al llogaret palestí proper de Nahalin. En els anys noranta del segle xx, el lloc militar va esdevenir una ieixivà. En 1998, Guevaot va ser declarat un districte de l'assentament d'Alon Shvut. En 2014, el govern d'Israel va declarar que 4.000 dunams de terra, anteriorment propietat privada de diversos ciutadans dels llogarets palestins propers, eren terres estatals, que no són de propietat privada, sinó que són administrades per l'estat sionista. En aquesta terra es troba Guevaot.